# Pocket PC (système d'exploitation)
Pour les articles homonymes, voir Pocket PC.

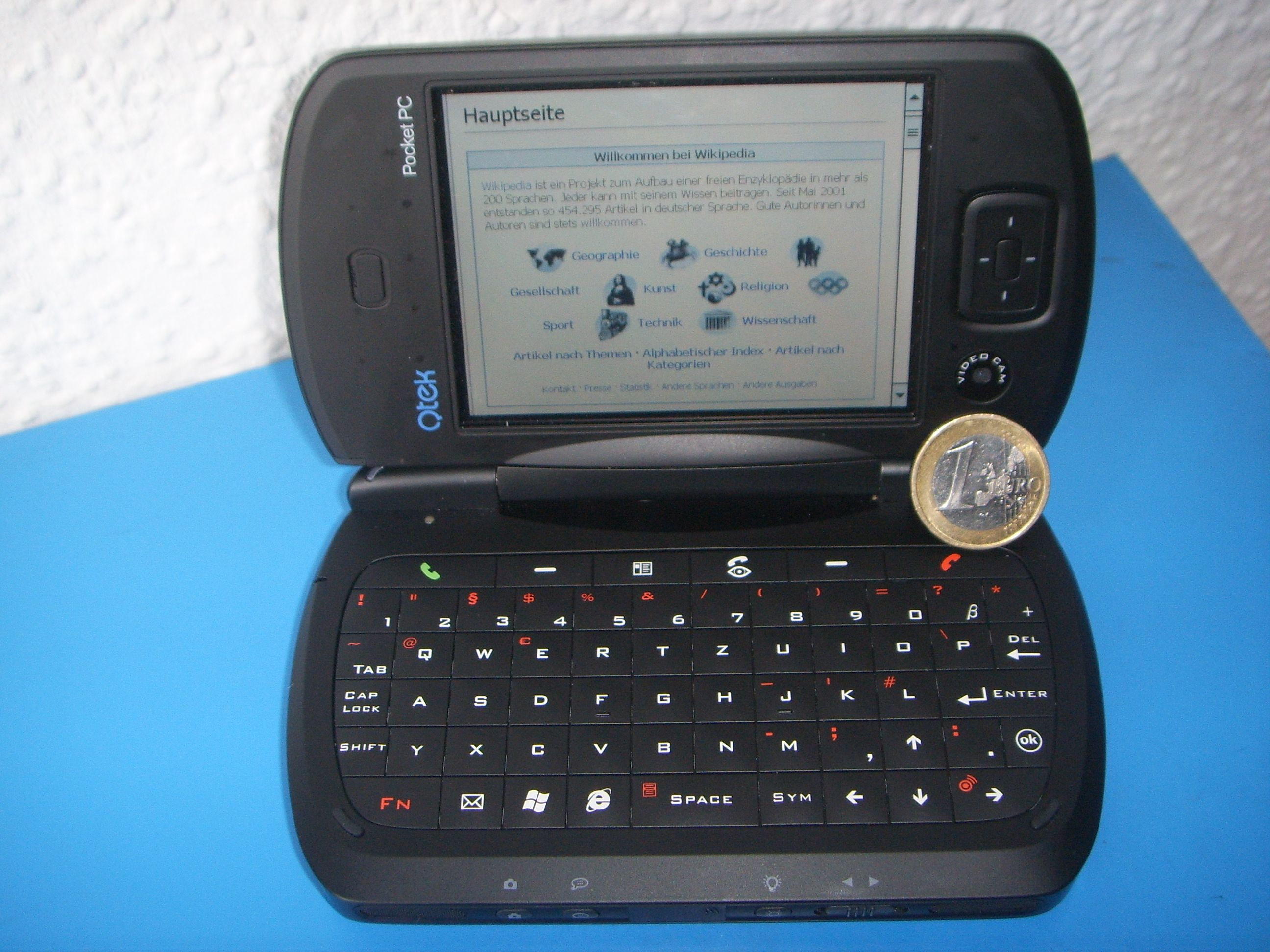
HTC Universal en 2006.

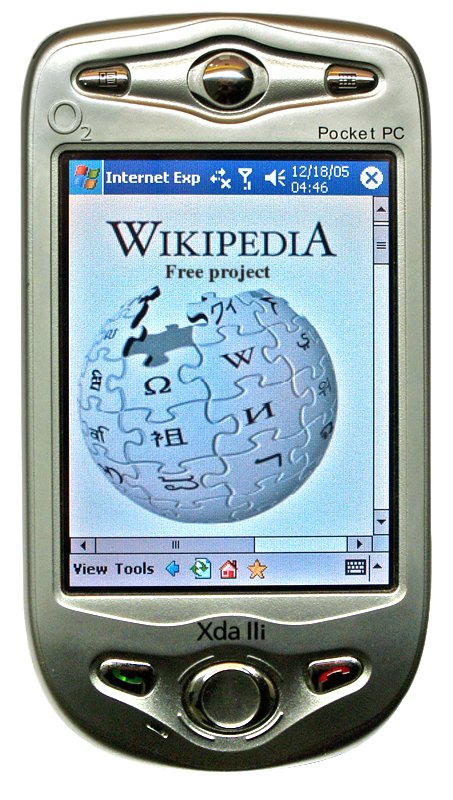
Internet Explorer sur l'O2 XDA IIi.

Microsoft Pocket PC est le nom des OS (ou systèmes d’exploitation) de Microsoft pour assistants personnels. Microsoft Pocket PC est l’évolution des versions Windows CE. Il existe actuellement 5 grandes versions de Microsoft Pocket PC (2000, 2002, 2003). L’avant dernière a été rebaptisée Windows Mobile 5.0, sortie aux États-Unis à l’été 2005, en France à l’automne 2005. La dernière version française est la 6.0 sortie en mai 2007.
Ces systèmes sont conçus pour être utilisés sur des machines dites de format tablette. Possédant comme principal moyen d’interface utilisateur un écran tactile d’une définition de 320×240 pour les Pocket PC 2000, 2002, 2003 et de 640×480 pour certains Pocket PC 2003 Seconde Édition et 5.0 (Toshiba e830, Asus A730, Dell Axim x51v, HP hx4700, série Acer n300). De plus en plus de machines disposent d’un clavier qu’il soit coulissant (HTC Wizard par exemple) ou en permanence accessible en face avant comme sur les iPAQ de la série 6500 ou les  Treo sous Windows Mobile (Treo 700W).
Ils possèdent en standard un certain nombre d’applications préinstallées telles que Pocket Word, Pocket Excel, Pocket Outlook, Pocket Internet Explorer et Pocket MSN.
Les applications de la suite Microsoft Office développées pour Pocket PC sous Visual Studio peuvent synchroniser leurs données avec leurs versions équivalentes sur PC Windows grâce à ActiveSync.
Ce système fonctionne sur des machines équipées de processeurs ARM ou XScale.
Certains assistants personnels munis de Microsoft Pocket PC peuvent fonctionner avec le système d’exploitation Linux.

## Note
1. ↑  (en) « What is handhelds.org? »